# Ordonnances philippines
 (juin 2023).
 (juin 2023).
La mise en forme du texte ne suit pas les recommandations de Wikipédia : il faut le « wikifier ».
Les points d'amélioration suivants sont les cas les plus fréquents. Le détail des points à revoir est peut-être précisé sur la page de discussion.
- Les titres sont pré-formatés par le logiciel. Ils ne sont ni en capitales, ni en gras.
- Le texte ne doit pas être écrit en capitales (les noms de famille non plus), ni en gras, ni en italique, ni en « petit »…
- Le gras n'est utilisé que pour surligner le titre de l'article dans l'introduction, une seule fois.
- L'italique est rarement utilisé : mots en langue étrangère, titres d'œuvres, noms de bateaux, etc.
- Les citations ne sont pas en italique mais en corps de texte normal. Elles sont entourées par des guillemets français : « et ».
- Les listes à puces sont à éviter, des paragraphes rédigés étant largement préférés. Les tableaux sont à réserver à la présentation de données structurées (résultats, etc.).
- Les appels de note de bas de page (petits chiffres en exposant, introduits par l'outil «  Source ») sont à placer entre la fin de phrase et le point final[comme ça].
- Les liens internes (vers d'autres articles de Wikipédia) sont à choisir avec parcimonie. Créez des liens vers des articles approfondissant le sujet. Les termes génériques sans rapport avec le sujet sont à éviter, ainsi que les répétitions de liens vers un même terme.
- Les liens externes sont à placer uniquement dans une section « Liens externes », à la fin de l'article. Ces liens sont à choisir avec parcimonie suivant les règles définies. Si un lien sert de source à l'article, son insertion dans le texte est à faire par les notes de bas de page.
- La présentation des références doit suivre les conventions bibliographiques. Il est recommandé d'utiliser les modèles {{Ouvrage}}, {{Chapitre}}, {{Article}}, {{Lien web}} et/ou {{Bibliographie}}. Le mode d'édition visuel peut mettre en forme automatiquement les références.
- Insérer une infobox (cadre d'informations à droite) n'est pas obligatoire pour parachever la mise en page.

Pour une aide détaillée, merci de consulter Aide:Wikification.
Si vous pensez que ces points ont été résolus, vous pouvez retirer ce bandeau et améliorer la mise en forme d'un autre article.
Les ordonnances philippines (ordenações Filipinas) ou code philippin (código Filipino) sont une compilation juridique résultant de la réforme du code manuélin, par Philippe II d'Espagne (Philippe Ier au Portugal), pendant la domination castillane. À la fin de l'Union ibérique (1580-1640), Jean IV entérine le Code philippin et ce dernier reste en vigueur au Portugal. Il a prévalu en matière civile au Portugal et dans ses territoires d'outre-mer jusqu'en 1867, date à laquelle il a été abrogé par le Code civil portugais de 1867 (également appelé Code Seabra). Au Brésil, un pays qui s'était séparé du Portugal en 1822, il était en vigueur en matière civile jusqu'en 1916, date à laquelle il a été révoqué par le Code civil brésilien de 1916. Ainsi, les ordonnances philippines ont survécu près de cinq décennies au Brésil, même après leur révocation au Portugal.

## Historique
Les ordonnances furent achevées à l'époque de Philippe II, qui les entérina en 1595, mais elles ne furent définitivement respectées qu'après leur impression en 1603, alors que Philippe III régnait déjà. Philippe Ier, homme politique habile, a voulu montrer aux Portugais le respect qu'il avait pour les lois traditionnelles du pays, en promouvant des ordonnances soucieuses des traditions.

## Genres et homosexualité
Le code interdisait les formes "d'inversion de genre" par le biais d'actes sexuels ou de tenues vestimentaires. « Il contient une série d'articles qui cristallisent les représentations sur le sexe féminin et qui prévoient la criminalisation des actes qui ne sont pas conformes à la conduite qui y est référencée comme souhaitable et correcte ».
La sévérité des peines réservées par les ordonnances philippines à la pratique d'actes homosexuels, alors appelés sodomie, illustre l'intensité de la discrimination subie par les relations homosexuelles dans la tradition juridique nationale. Article XIII du cinquième livre des ordonnances philippines :
Toute personne, de quelque rang qu'elle soit, qui commettra un péché de sodomie de quelque manière que ce soit, sera brûlée et réduite en poussière par le feu, afin qu'il n'y ait jamais aucun souvenir de son corps et de sa tombe, et tous ses biens seront confisqués au profit de la Couronne de nos Royaumes, bien qu'elle ait des descendants ; de même, ses enfants et petits-enfants seront frappés d'inhabileté et d'infamie, tels ceux qui commettent un crime de Lès-Majesté.
Comme le note la psychologue brésilienne Jaqueline Gomes de Jesus : « Toute pratique considérée comme "infâme" était classée dans la catégorie sodomitique, comme les relations sexuelles orales ou anales entre hommes et femmes, même mariés. »